# Saint-Malachie
Saint-Malachie es un municipio parroquial canadiense situado en la provincia de Quebec.

## Superficie
Saint-Malachie tiene una superficie de 101,07 km².

## Demografía
En 2021, tenía 1667 habitantes, una densidad poblacional de 16,5 hab./km², y 812 viviendas.